# Matséievka
Matséievka (en rus: Мацеевка) és un poble del Daguestan, a Rússia, que en el cens del 2010 tenia 460 habitants. Pertany al districte rural de Kiziliurt.